# Natale Bonifazio
Natale Bonifazio (Šibenik, 1537./1538. – Šibenik, 23. veljače 1592.), bakrorezac. 

## Život
Po natpisu na nadgrobnom spomeniku i po Kukuljevićevim podatcima s velike, danas izgubljene, Bonifazijeve geografske karte "svih slavenskih pokrajinah" (na kojoj su se pored majstorova portreta i rodoslovlja nalazili još i drugi biografski podatci) znamo, da je B. pr1padao po muškoj lozi starom šibenskom plemstvu, a po ženskoj da je bio potomak bosanskih Zlatarića i Pilovnića. Po svoj prilici, učio je u Mlecima, gdje je živio nekoliko godina. U jubilarnoj godini 1575. pridružio se hodočasnicima, svojim zemljacima, koji su u velikom broju pošli u Rim. Obolivši ostao je u Rimu, gdje se kasnije i oženio Magdalenom Guerrinijevom. Znamo pouzdano, da je živio u Rimu od 1579. do siječnja 1592., jer su nam se u zapisnicima kolegija sv. Jeronima u Rimu (Decreti delle Congregazioni) sačuvali podatci, po kojima mozemo rekonstruirati njegovu društvenu aktivnost, a dijelom i njegov život. 
U redovnoj mjesečnoj sjednici 14. lipnja 1579. zamolio je "Natal Bonifacio da Sibenico maestro intagliatore in rame", da ga prime među članove bratovštine sv. Jeronima. Kako se pokazalo, da je dobar kršćanin i "homo da bene", primljen je već 5. srpnja 1579. za člana. Redovno je prisustvovao svim sjednicama, a 10. travnja 1580. izabran je gvardijanom bratovštine, koji je imao dužnost upravljati imutkom i pohađati bolesnike i hodočasnike. Godine 1582. postaje "sindik-revizor", a 26. lipnja 1583. "camerlengo", ekonom. 
U spisima sačuvana je i narudžba za dva bakroreza, koja je imao izraditi do Božića 1586. Sačuvan je i ugovor s rimskim liječnikom Baccijem od 7. rujna 1580., iz kojega saznajemo, da se B., "sin pokojnog Girolama Bonifazija iz Šibenika", obvezao, da će u liječnikovoj kući najduže za četrdeset do pedeset dana izraditi bakroreze za djelo "Ordine Universi" uz nagradu od 25 škuda. 
Čini se, da B. nije u Rimu živio u dobrim materijalnim prilikama. Iz jedne molbe njegova sina bratovštini za potporu doznajemo, da je B. u siječnju 1592. zbog bolesti ostavio Rim i pošao u Šibenik, gdje je malo zatim i umro. Njegova porodica (žena Magdalena, kći Julija i jedan sin) ostala je i dalje u Rimu. 

## Djelo
B. je rezao u bakar slike talijanskih majstora, geografske karte i knjižne ilustracije. Sačuvana su neosporno njegova pedeset i dva bakroreza, od kojih su neki signirani: Nadal Bonifacio, Natalis (Natal) Bonifatio Sibenicensis (da Sebenico), Natal Bonifacius, Natalis Bonifacius Dalmata (Sibenicensis, da Sebenico) i Natale Bonifacio Dalmata. 

### Geografske karte
Za svoga prvog mletačkog boravka, od 1570. do 1574., rezao je B. u bakar četrnaest karata različitih otoka u Jonskom moru, Tizianovu sliku sv. Jeronima i vedutu Tremitskih otoka. Sva ostala njegova djela nastala su u Rimu od 1577. do 1591. To su bakrorezi slika talijanskih majstora (Tiziana, T. Zuccara i drugih), vedute i tlocrti gradova, geografske karte i ilustracije. 
Geografske karte iz mletačkog i rimskog razdoblja ne razlikuju se mnogo ni po stilu ni po izvedbi. Sve su one brižno i čisto izvedene, često oživljene lijepim krajolicima. Na zalost, nisu se do danas sačuvale dvije za nas osobito važne karte, što ih navodi Kukuljević: ona "ilirskieh pokrajinah" i "Zemljovid svih slavenskih pokrajinah", za koju Kukuljević kaže, da nije bila "nikad tiskom izdana". Ne znamo, je li B. te karte sam crtao ili ih je samo rezao u bakar. Naziv "cosmografo", kojim se nazvao na karti "slavenskih pokrajinah", i "optimus geographus" na njegovoj nadgrobnoj ploči, ne kažu ništa pouzdano. 
Sigurno je i utvrđeno, da je B. bio medu talijanskim bakrorescima druge polovine 16. st. najbolji i "posljednji medu odličnima". Stariji autori spominju i više njegovih figuralnih kompozicija, koje danas više nisu sačuvane.

### Bakrorezi u knjigama
Važniji su međutim majstorovi bakrorezi u nekoliko knjiga. To su: Il Devotissimo Viaggio di Gerusalemme Fatto e descritto in sei libri del Sig. Giovanni Zuallardo, Cavaliere del Santiss. Sepolcro di N. S. L'anno 1586 A Giontovi i disegni di varii luoghi di Terra Santa e altri paesi. Intagliati da Natale Bonifacio Dalmat. Con Licenza di Superiori. Stampato in Roma. Per F. Zanetti gia Ruffinelli nell'anno 1587 (drugo izdanje 1595. u Rimu kod Domenica Base). U djelu se nalaze veliki čeoni bakrorez (bogata visoko-renesansna arhitektura ukrašena alegorijskim likovima i vijencima), četrdeset i devet manjih bakroreza (geografskih karata), i dva veća (tlocrti crkve i samostana u Betlehemu i crkve sv. Groba). 
Zahvalniju zadaću imao je B. pri ilustriranju knjige Delle allusioni, imprese et emblemi del sig. Principio Fabricij da Teramo Sopra la vita, opere et attioni di Gregorio XIII. Pontefice Massimo Libri VI. In Roma apresso Bartolomeo Grassi Con licentia de' Superiori. Priuilegio l'anno 1588. Intagliati da Natal Bonifatio da Sib. U djelu se nalazi dvije stotine pedeset i jedna ilustracija. Male su vinjete, koje popraćuju Fabricijeve sonete u čast i slavu pape Grgura XIII., većinom prave kompozicije s motivima iz Staroga i Novoga zavjeta, iz mitologije, ili su slobodne alegorije. 
Treće je važno djelo što ga je ilustrirao B. Della Trasportatione dell'Obelisco Vaticano et delle fabriche di Nostro Signore Papa Sisto V. Fatte dal Cavalier Domenico Fontana Architetto di Sua Santita. Intagliato da Natal Bonifatio da Sibenico. In Roma Apresso Domenico Basa 1590 (drugo izdanje 1604. u Napulju kod Constantina Vitale). U prvom dijelu knjige nalazi se pored bakroreza s Fontaninim portretom četrnaest velikih bakroreza, koji prikazuju prenošenje i podizanje Vatikanskog obeliska, a u drugom dvadeset i šest njih (tlocrti, presjeci, pročelja i arhitektonski detalji). U ovim bakrorezima (koji su kasnije poslužili kao uzorci za izradbu velikih fresaka u Vatikanskoj knjižnici) dostigao je B. vrhunac svog umijeća, osobito u figuralnom pogledu. Oni su i veoma važan kulturno-povijesni dokument. Pored tadašnjih nošnja i običaja kod velikih svečanosti prikazane su na njima i različite faze pri građenju nove crkve sv. Petra. Dapače, na jednom listu (Blagoslov obeliska) prikazana je crkva sv. Petra onakva, kakva se imala izgraditi po Michelangelovoj zamisli. 
Osim spomenutih geografskih karata, veduta i knjižnih ilustracija sačuvalo nam se malo značajnijih majstorovih bakroreza. Čini se, da je izradio i mnogo više listova, osobito takvih s religioznim motivima.

## Vanjske poveznice
- Natale Bonifazio, život i djelo  Arhivirana inačica izvorne stranice od 10. lipnja 2007. (Wayback Machine)
- Bonifacij, Natale Hrvatska tehnička enciklopedija, portal hrvatske tehničke baštine. LZMK